# Veszprém Aréna
 (avril 2025).
La Veszprém Aréna est un gymnase situé à Veszprém, en Hongrie.
Il s'agit notamment de la salle utilisée par le club de handball du Veszprém KSE, l'un des meilleurs clubs européens. Elle a également accueilli des matchs de l'équipe nationale hongroise de handball et la Supercoupe d'Europe de handball masculin 2008.